# Somlai Edina
Somlai Edina (Budapest, 1973. június 7. –) magyar színésznő, szinkronszínész. 1999-ben költözött az Amerikai Egyesült Államokba; jelenleg[mikor?] Malibuban él.

## Színházi szerepei
| Cím            | Szereplő          |
| -------------- | ----------------- |
| Nyár – Lorette | Romain Weingarten |

## Film- és sorozatbeli szerepei

### Filmek
| Év   | Cím                   | Szereplő        |
| ---- | --------------------- | --------------- |
| 1985 | Az elvarázsolt dollár | Topolino (hang) |

### Sorozatok
| Év   | Cím        | Szereplő      |
| ---- | ---------- | ------------- |
| 1988 | Szomszédok | Zimonyi Panni |

## Szinkronszerepei

### Filmek
| Év   | Cím                                              | Szerep                              | Színész                   | Szinkron éve |
| ---- | ------------------------------------------------ | ----------------------------------- | ------------------------- | ------------ |
| 1964 | Mary Poppins                                     | Jane Banks                          | Karen Dotrice             | 1986         |
| 1973 | James Bond 08.: Élni és halni hagyni             | Miss Caruso                         | Madeline Smith            | 1996         |
| 1977 | Szombat esti láz                                 | Linda                               | Lisa Peluso               | 1992         |
| 1980 | A kék lagúna (1. szinkron)                       | Emmeline (gyerek)                   | Elva Josephson            | 1987         |
| 1982 | Maci Laci ajándéka (1. szinkron)                 | Judy Jones (hang)                   | Georgi Irene              | 1990         |
| 1982 | Poltergeist – Kopogó szellem                     | Tangina Barrons médium              | Zelda Rubinstein          | 1992         |
| 1983 | Családi vakáció                                  | Vicki                               | Jane Krakowski            | 1993         |
| 1985 | Kommandó (1. szinkron)                           | Jenny Matrix                        | Alyssa Milano             | 1989         |
| 1986 | Karate tigris 1. – Nincs irgalom                 | Kelly Reilly                        | Kathie Sileno             | 1995         |
| 1987 | Alvin és a mókusok a világ körül                 | Jeanette (hang)                     | Janice Karman             | 1992         |
| 1987 | Maci Laci nagy szökése (1. szinkron)             | Cowgirl (hang)                      | Susan Blu                 | 1992         |
| 1987 | Gondos Bocsok Csodaországban                     | Szerencsés (hang)                   | Marla Lukofsky            | 1993         |
| 1987 | Halálos fegyver (3. szinkron)                    | Rianne Murtaugh                     | Traci Wolfe               | 1999         |
| 1988 | A jó, a rossz és Foxi Maxi (2. szinkron)         | Sivatagi Virág (hang)               | B. J. Ward                | 2004         |
| 1988 | Éjszakai rohanás                                 | Denise Walsh                        | Danielle DuClos           | 1989         |
| 1988 | Marslakó a mostohám (1. szinkron)                | Jessie Mills                        | Alyson Hannigan           | 1990         |
| 1988 | Szellemes karácsony                              | Önmaga                              | Mary Lou Retton           | 1991         |
| 1989 | A légy 2.                                        | Beth Logan                          | Daphne Zuniga             | 1992         |
| 1989 | A Rock ’n’ roll ördöge (1. szinkron)             | Myra Gale Brown-Lewis               | Winona Ryder              | 1995         |
| 1989 | Halálos fegyver 2. (2. szinkron)                 | Rianne Murtaugh                     | Traci Wolfe               | 1999         |
| 1989 | Karácsonyi vakáció                               | Audrey Griswold                     | Juliette Lewis            | 1992         |
| 1991 | A hercegnő és a kobold                           | Angelika hercegnő (hang)            | (saját hangján)           | 1991         |
| 1991 | Az örömapa                                       | Annie Banks                         | Kimberly Williams-Paisley | 1993         |
| 1991 | Az utolsó cserkész (1. szinkron)                 | Darian Hallenbeck                   | Danielle Harris           | 1992         |
| 1991 | Danielle Steel: Második esély                    | Jessica "Jess" Adams                | Renée O’Connor            | 1994         |
| 1991 | Gézengúzok karácsonya                            | Stephanie                           | Amy Oberer                | 1993         |
| 1991 | Sebastian, az űrmaci                             | Griselda (hang)                     | Margriet van Lidth        | 1997         |
| 1991 | Terminátor 2. – Az ítélet napja                  | Kislány az utcán                    | Nikki Cox                 | 1991         |
| 1992 | Danielle Steel: Titkok                           | Alexa Adams                         | Nicole Eggert             | 1993         |
| 1992 | FernGully, az utolsó esőerdő                     | Crysta (hang)                       | Samantha Mathis           | 1995         |
| 1992 | Halálos fegyver 3. (1. szinkronos változat)      | Rianne Murtaugh                     | Traci Wolfe               | 1992         |
| 1992 | Reszkessetek, betörők! 2. – Elveszve New Yorkban | Tracey MacCallister                 | Senta Moses               | 1992         |
| 1993 | Apáca show 2. – Újra virul a fityula             | Tanya                               | Tanya Blount              | 1994         |
| 1993 | Dennis, a komisz                                 | Polly                               | Natasha Lyonne            | 1993         |
| 1993 | Made in America                                  | Zora Mathews                        | Nia Long                  | 1993         |
| 1993 | Mrs. Doubtfire – Apa csak egy van                | Lydia „Lydie” Hillard               | Lisa Jakub                | 1993         |
| 1993 | Nicsak, ki beszél most!                          | Mollie (gyerek)                     | Alicia Bradsen            | 1994         |
| 1993 | Nicsak, ki beszél most!                          | bébiszitter                         | Andrea Nemeth             | 1994         |
| 1993 | Testrablók                                       | Marti Malone                        | Gabrielle Anwar           | 1994         |
| 1994 | Danielle Steel: Váratlan szerelem                | Amanda Hale                         | Holly Marie Combs         | 1997         |
| 1995 | Csipkerózsika                                    | Melódia, a zöld színű tündér (hang) | N/A                       | 1995         |
| 1995 | Füst                                             | April Lee                           | Mary B. Ward              | 1996         |
| 1995 | Örömapa 2.                                       | Annie Banks                         | Kimberly Williams-Paisley | 1996         |
| 1995 | Spinédzserek                                     | Cher Horowitz                       | Alicia Silverstone        | 1996         |
| 1996 | A függetlenség napja                             | Alicia Casse                        | Lisa Jakub                | 1996         |
| 1996 | Elvált nők klubja                                | Chris Paradis                       | Jennifer Dundas           | 1997         |
| 1996 | Sikoly                                           | Sidney Prescott                     | Neve Campbell             | 1998         |
| 1996 | Timon és Pumbaa a Föld körül                     | Pumba Jr. (hang)                    | Nancy Cartwright          | 1997         |
| 1997 | Bean – Az igazi katasztrófafilm (1. szinkron)    | Jennifer Langley                    | Tricia Vessey             | 1997         |
| 1997 | Dalok szárnyán                                   | Selena Quintanilla-Perez            | Jennifer Lopez            | 1998         |
| 1997 | Óvszerháború                                     | Brooke Kingsley                     | Marley Shelton            | 1998         |
| 1997 | Tengerre, tata!                                  | Shelly                              | Alexandra Powers          | 1998         |
| 1997 | Vörös sarok                                      | Hong Ling                           | Jessey Meng               | 1998         |
| 1998 | Halálos fegyver 4. (1. szinkron)                 | Rianne Murtaugh                     | Traci Wolfe               | 1999         |
| 1998 | Két apának mennyi a fele? (1. szinkron)          | Alice Tomaso                        | Vanessa Paradis           | 1998         |
| 1998 | Rugrats mozi – Fecsegő tipegők                   | Dil Pickles (hang)                  | Tara Strong               | 1999         |
| 1998 | Sabrina Rómába megy                              | Sabrina / Sophie                    | Melissa Joan Hart         | 1999         |
| 1999 | A csaj nem jár egyedül                           | Laney Boggs                         | Rachael Leigh Cook        | 1999         |

### Sorozatok
| Év        | Cím                                                            | Szereplő                                          | Színész           | Szinkron év |           |
| --------- | -------------------------------------------------------------- | ------------------------------------------------- | ----------------- | ----------- | --------- |
| 1975-1976 | Maja, a méhecske (1. szinkron)                                 | darázsbébikis hernyókőugrólégybébiegyik levéltetű | N/A               | 1991-1993   |           |
| 1980      | A kék madár                                                    | Mytyl                                             | N/A               | 1990        |           |
| 1980      | Nils Holgersson csodálatos utazása a vadludakkal (1. szinkron) | További szereplők                                 | N/A               | 1987-1988   |           |
| 1983      | Csip-csup csodák                                               | Lili                                              | Simamoto Szumi    | 1988        |           |
| 1980      | 1985-1991                                                      | A gumimacik                                       | Calla             |             | 1991-1993 |
| 1985      | Az elsüllyedt világok                                          | TashaArkadia lánygyermeke                         | N/A               | 1988        |           |
| 1986      | Egyszer volt… az élet (1. szinkron)                            | Kriszta (gyerek)                                  | N/A               | 1990        |           |
| 1986      | Én kicsi pónim (1. szinkron)                                   | Megan                                             |                   | 1991-1992   |           |
| 1987      | Kacsamesék I.                                                  | Kis görgő golyhó                                  |                   | 1990        |           |
| 1987      | Mofli, az utolsó koala                                         | Corina                                            |                   | 1990        |           |
| 1987-1988 | Grimm legszebb meséi                                           | További szereplők                                 | N/A               | 1994-1995   |           |
| 1988      | Micimackó új kalandjai                                         | ?                                                 |                   | 1994        |           |
| 1988-1989 | Denver, az utolsó dinoszaurusz                                 | Casey                                             |                   | 1990-1991   |           |
| 1988      | Garfield és barátai I. (1. szinkron)                           | Nermal                                            |                   | 1994        |           |
| 1989-1990 | Chip és Dale – A Csipet Csapat (1. szinkron)                   | Sziporka Hebrencs                                 |                   | 1990-1993   |           |
| 1989      | Dini, a kis dinoszaurusz                                       | Parázska                                          |                   | 1993        |           |
| 1990      | Repülő bocsok                                                  | Lenka                                             | N/A               | 1995        |           |
| 1992      | Fecsegő tipegők II.                                            | Lil                                               |                   | 1995-1996   |           |
| 1991      | Egyről a kettőre                                               | Karen                                             | Angela Watson     |             |           |
| 1992      | Sailor Moon                                                    | Luna                                              | N/A               | 1998-1999   |           |
| 1992      | A nyomorultak                                                  | Azelma                                            | N/A               | 1995        |           |
| 1993      | Animánia I.                                                    | Dot Warner                                        | MacNeille Tress   | 1996-1999   |           |
| 1994      | Szívtipró gimi                                                 | Katerina „Kat” Ioannou                            | Ada Nicodemou     |             |           |
| 1994      | Icipici pók                                                    | Leslie McGroarty                                  |                   | 1996        |           |
| 1994      | Az ágon ülő macska meséi                                       | Marinette                                         | N/A               | 1995        |           |
| 1996      | Sabrina, a tiniboszorkány                                      | Sabrina J. Spellman                               | Melissa Joan Hart |             |           |
| 1997      | Cobra 11                                                       | Regina Christmann                                 | Nina Weniger      |             |           |
| 1997      | Esmeralda                                                      | Flor de la Caridad «Florecita» Lucero             | Esther Rinaldi    |             |           |
| 1997      | Egér-úti kalandok I.                                           | Amy, Leni, Siry                                   | N/A               | 1999        |           |
| 1998      | Paula és Paulina                                               | Fabiola Alcántara                                 | Esther Rinaldi    | 1999        |           |